# II División Motorizada
La II División Motorizada es una unidad operativa del Ejército de Chile de carácter especializada y no estrictamente territorial que abarca la zona central de Chile. Su cuartel general se encuentra emplazado en la ciudad de Santiago. Su jurisdicción geográfica comprende las regiones de Coquimbo, Valparaíso, Metropolitana, O'Higgins, Maule, Ñuble y Biobío.
En 2016 fue creada la Brigada Motorizada "Maule" con asiento en Concepción, conformada por los regimientos "Chacabuco", "Chillán" y "Talca".
En 2017 se crea la Brigada Motorizada "Maipo" con asiento en Valparaíso, conformada por los regimientos "Maipo", "Buin", "Tacna" y "Colchagua".
En el 2021, las brigadas motorizadas "Maipo" y "Maule" fueron suprimidas mediante decreto, volviendo sus unidades a depender directamente de la II División.

## Organización
La II División está compuesta por las siguientes unidades:
- Regimiento n.º 21 "Coquimbo" en La Serena
  - Batallón de Infantería Motorizada
  - Compañía Antiblindaje

- Regimiento de Infantería N.º 1 "Buin" en Santiago.
  - Batallón de Infantería Mecanizada N.º 1 "Buin"
  - Compañía Antiblindaje.
- Regimiento de Artillería n.º 1 "Tacna" en Santiago.
  - Grupo de Artillería.
- Regimiento n.º 2 "Maipo" en Valparaíso.
  - Batallón de Infantería Motorizado.
  - Compañía de Morteros.
- Regimiento N.º 19 "Colchagua" en San Fernando.
  - Batallón de Infantería Motorizado.
  - Compañía Antiblindaje.
  - Compañía de Morteros.

- Regimiento N.º 6 "Chacabuco" en Concepción, (ex Regimiento Reforzado N.º 7 "Chacabuco").
  - Batallón de Infantería Motorizado N.º 6 "Chacabuco"
  - Grupo de Artillería N.º 3 "Silva Renard" (ex Regimiento de Artillería N.º 3 "Silva Renard")
  - Compañía Logística Divisionaria N.º 4 "Concepción".
  - Compañía de Policía Militar.
  - Unidad de Cuartel.
  - Plana Mayor del Regimiento.
- Regimiento n.º 9 "Chillán" en Chillán, ex III División de Ejército.
  - Batallón de Infantería Motorizado
  - Compañía Antiblindaje
- Regimiento N.º 16 "Talca" en Talca (ex Regimiento de Infantería n.º 16 "Talca").
  - Batallón de Infantería Motorizado

## Himno
- Compositor: Óscar Arias
- Letra: Luis Astorga

| I Somos fieles guerreros de la Segunda División Llevamos por emblema, virtud y gran valor El triunfo para la Institución, es nuestro noble fin Seamos valerosos pues, ya suena el clarín. Coro Fieros somos en la lucha, hermanos en la paz Soldados camaradas de nuestra división. II El soldado chileno de cordillera y hasta el mar De Serena a Concepción, nos une un ideal Hacer de esta magna división, la escuela del valor Con nuestra unidad de siempre ¡Luchar, vencer, morir! Coro Fieros somos en la lucha, hermanos en la paz Soldados camaradas de nuestra división. |